# Thyssen-Waas-Bug
Der Thyssen-Waas-Bug ist ein eisbrechender Bug, der das bisherige Konzept erheblich verbessert: Wie herkömmliche Eisbrecher fährt das Schiff auf das Eis auf, nun wird aber das Eis durch den besonderen Bug auf definierter Breite im Ganzen herausgeschert. Das Eis zerbricht unter dem Kiel in zwei Hälften und gleitet seitlich unter das verbleibende Eis.

## Konzept

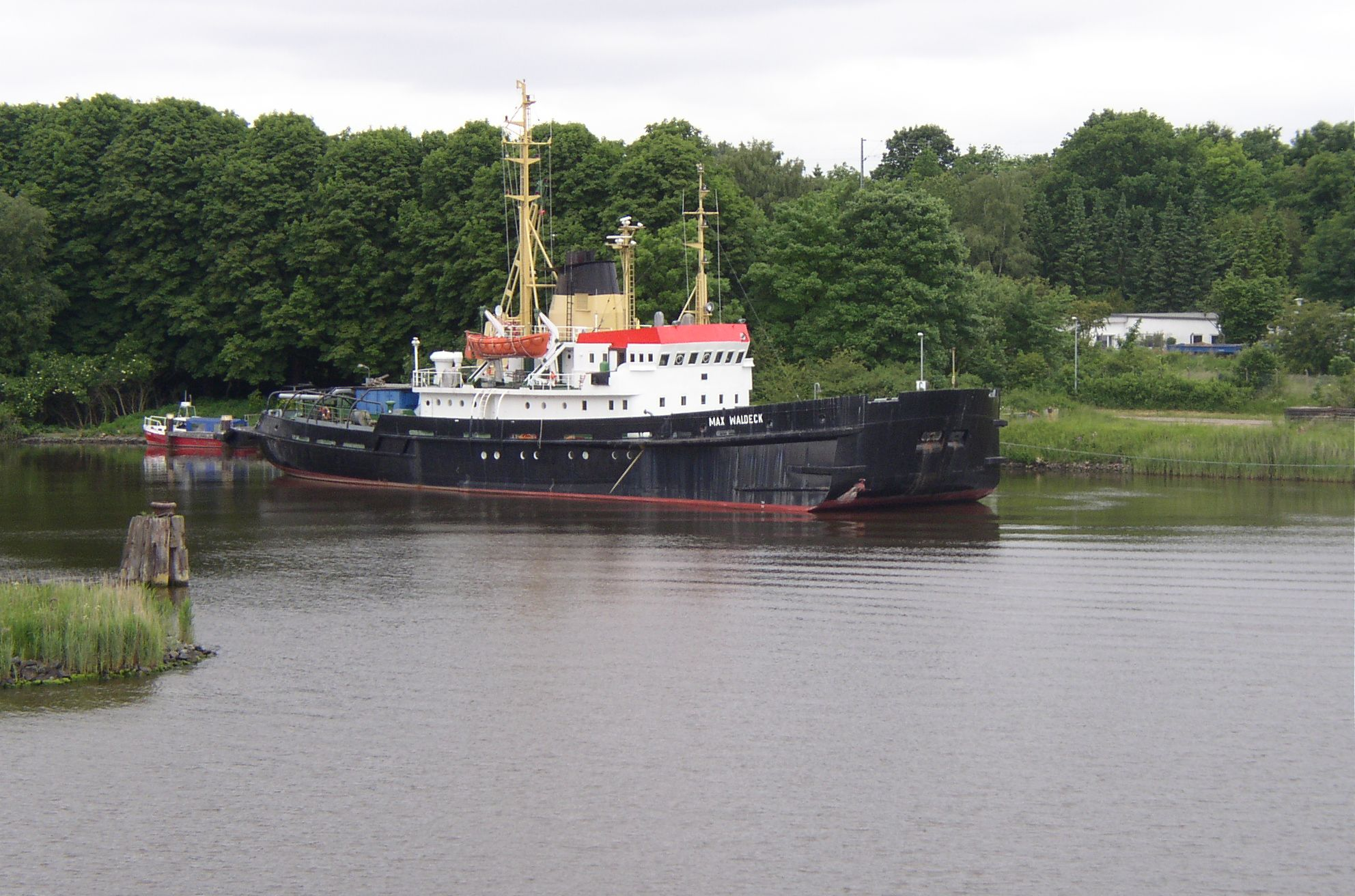
Max Waldeck mit Thyssen-Waas-Bug

Der Bug ähnelt von vorn einem Ponton: Die Wasserlinie weist keinerlei Krümmung auf, die Schiffswand ist nach vorn über das Eis geneigt. Seitlich weist der Bug scharfe Kanten auf, an denen die Wasserlinie in einem rechten Winkel nach hinten schwenkt. Die seitlichen Schiffswände sind hier senkrecht.
Die Kanten scheren das Eis in einem vorlaufenden Scherbruch. Gleichzeitig fährt der Bug auf das Eis auf und drückt es unter das Schiff. Dort nimmt der Bug in zunehmendem Maße ein V-Profil an, welches das Eis in zwei seitliche Hälften zerbrechen und zur Seite gleiten lässt.

## Vor- und Nachteile
Der Bug zeichnet sich durch zwei Verbesserungen gegenüber dem bisherigen Konzept aus:
- Das Eis wird nun im Ganzen unter das seitliche Eis verschoben, es verbleiben keine Bruchstücke im Kanal. Dies verlängert den Zeitraum, bis der Kanal wieder zugefroren ist. Zugleich wird die Reibung am Eis erheblich vermindert, sodass weniger Motorleistung nötig ist und der Treibstoffverbrauch sinkt.
- Die Scherfestigkeit von Eis ist deutlich kleiner als seine Biegefestigkeit. Dies lässt das Eis entlang des seitlich vorlaufenden Scherbruchs leichter brechen als beim Biegebruch unter einem konventionellen Eisbrecherbug. Auch die verbleibenden Biegebrüche vor dem Schiff erfordern weniger Kraft, da diese über einen längeren Hebel wirkt. Dies verringert die Ansprüche an Buggewicht und Motorleistung sowie den Treibstoffverbrauch.

Verschiedene Modell- und Praxisversuche ergaben Leistungseinsparungen bis über 50 %, abhängig von Eisdicke und Geschwindigkeit.
In Prüfungen der Eistauglichkeit konnten auch aufeinandergeschobene Eismassen bewältigt werden.
Auf der Negativseite sinkt die Seetüchtigkeit in freiem Gewässer weiter im Vergleich zu entsprechenden Einschränkungen bei anderen Eisbrechern.
Besondere Aufmerksamkeit verdient die Erhöhung von Häufigkeit und Ausmaß des Slammings (Hartes Aufschlagen des Bugs auf Wasser- oder Eisoberfläche), welches eine starke Belastung für Schiffsstruktur, Personal und Zuladung darstellt.
Zu einer weiteren Einschränkung gibt es noch keine Arbeiten: Üblicherweise werden bei Eisbrechern senkrechte Bordwände vermieden, um die Zerstörung des Schiffes durch Presseis zu vermeiden. Der Thyssen-Waas-Bug erfordert jedoch zumindest teilweise senkrechte Bordwandelemente. Bisherige Planungen zielen jedoch auch eher auf effiziente und schnelle Fahrt als auf Tauglichkeit in schwierigen Eissituationen.

## Begriff
Der Namensbestandteil „Waas“ bezieht sich auf Heinrich Waas, auf den das Konzept zurückgeht. Die Entwicklung erfolgte durch die Thyssen Nordseewerke.